# Námafjall
Ne doit pas être confondu avec Hverarönd.
La Námafjall, toponyme islandais signifiant littéralement en français « montagne de la mine », est une petite montagne d'Islande située dans le Nord du pays, à l'est du Mývatn et au sud-sud-ouest de la caldeira du Krafla. À ses pieds, juste à l'est du sommet, se trouve le site hydrothermal de Hverarönd parfois appelé Námafjall par métonymie.

## Géographie
La Námafjall se trouve dans le Nord de l'Islande, dans la municipalité de Skútustaðahreppur. Elle est entourée à l'ouest par le Mývatn et la localité de Reykjahlíð sur son rivage, au nord par le Námaskarð, un petit col franchit par la route 1 et plus loin la caldeira du Krafla, à l'est et au sud par le désert de lave du Búrfellshraun et immédiatement à l'est, au pied du sommet, par le site hydrothermal de Hverarönd.
Orientée nord-sud, la montagne aux flancs escarpés et au sommet relativement plat se prolonge au nord par la Dalfjall en direction de la caldeira du Krafla tandis que son extrémité méridionale est appelée Svörtugorgir. Son sommet principal, appelé Ytri-Námakolla, culmine à 482 mètres d'altitude ; un sommet secondaire, le Syðri-Námakolla, se trouve au sud et culmine à 432 mètres d'altitude. Un sentier partant du Námaskarð permet de rejoindre le sommet après une courte marche.
D'un point de vue géologique, la Námafjall est une ride volcanique palagonitique faisant partie du système volcanique du Krafla dont le centre est représenté par sa caldeira située au nord.

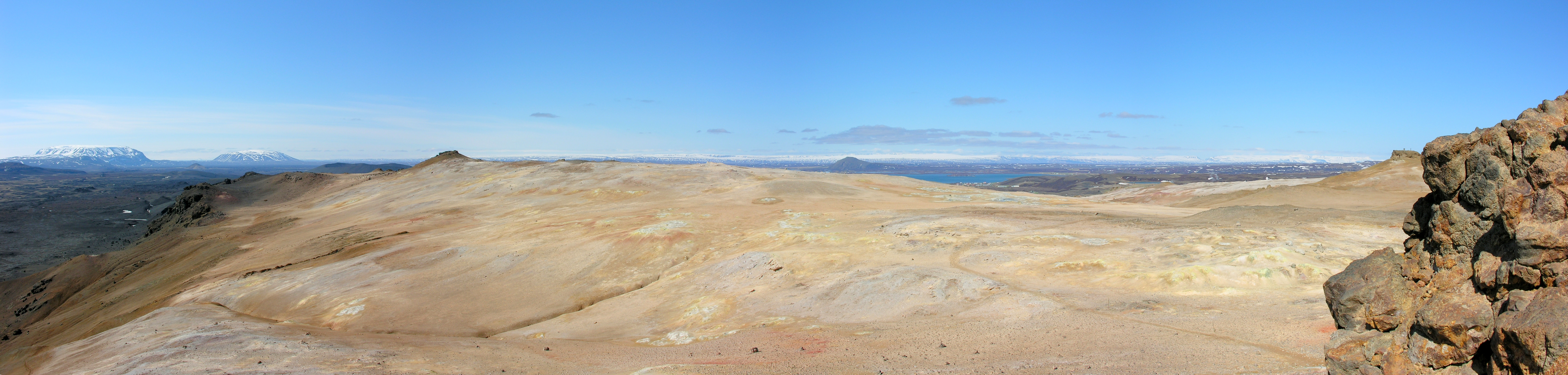
Vue panoramique du sommet de la Námafjall.

## Histoire
La Námafjall a fait l'objet d'une exploitation minière du soufre, activité économique qui lui a donné son nom, destiné à la production de poudre à canon. Au XXe siècle, des installations géothermiques se sont développées au pied du flanc occidental de la montagne avec la centrale géothermique de Bjarnarflag.
La principale activité de la montagne est le tourisme grâce à la présence du site de Hverarönd, qui attire de nombreux visiteurs. Certains se rendent à pied au sommet de la montagne pour profiter du point de vue à 360°.